# Opération Ichi-Go
Seconde guerre sino-japonaise
Seconde Guerre mondiale
Batailles
Seconde Guerre mondiale : batailles de la Guerre sino-japonaise
- Incident du pont Marco-Polo
- Shanghai
- Taiyuan
- Xinkou
- Pingxingguan
- Taierzhuang
- Xuzhou
- Nankin
  - bataille
  - massacre
- lac Khassan
- Wuhan
- Nanchang
- Khalkhin Gol
- Suixian-Zaoyang
- Changsha (1re)
- Guangxi
- Henan
- Zaoyang-Yichang
- Cent Régiments
- Shanggao
- Sud-Shanxi
- Changsha (2e)
- Pacification du Mandchoukouo
- Changsha (3e)
- Hubei
- Changde
- Ichi-Go
- Changsha (4e)
- Guilin-Liuzhou
- Reconquête chinoise

Guerre du Pacifique
Front d'Europe de l'ouest
Front d'Europe de l'est
Campagnes d'Afrique, du Moyen-Orient et de Méditerranée
Bataille de l'Atlantique
Théâtre américain
L'opération Ichi-Go (en japonais : 一号作戦, Ichi-gō sakusen, soit « opération numéro un »), appelée par les Chinois campagne du Henan-Hunan-Guangxi (en chinois : 豫湘桂會戰 Yù Xīang Guì Huìzhàn), fut une offensive de grande ampleur, menée en 1944 par l'Armée impériale japonaise contre l'Armée nationale révolutionnaire chinoise et l'Armée de l'air américaine pendant la guerre sino-japonaise. Les troupes japonaises remportèrent sur le terrain une victoire militaire, qui se traduisit par des gains stratégiques relatifs.
Les buts de l'armée japonaise étaient d'ouvrir une route vers l'Indochine française et de s'emparer des bases du sud-est de la Chine, qui servaient à l'Armée de l'air américaine pour lancer des attaques contre leurs lignes, notamment dans le cadre de l'opération Matterhorn.
Les Japonais commencèrent par défaire en avril et mai les troupes chinoises employées à défendre la position stratégique de Luoyang. À partir du mois de mai, les troupes japonaises purent avancer et occuper Changsha, Hengyang, Guilin et Liuzhou.
Bien qu'ayant atteint leur objectif en rejoignant l'Indochine le 10 décembre, les Japonais ne parvinrent cependant pas à stopper les frappes aériennes américaines. La 14th USAAF abandonna simplement les bases côtières menacées, pour se déplacer vers l'intérieur du pays, tout en continuant ses attaques contre les troupes japonaises. La 20th USAAF déplaça ses bases aux îles Mariannes du Sud, récemment libérées lors de l'opération Forager. Le bénéfice en matière de sécurité était donc très médiocre pour l'armée japonaise, malgré des gains territoriaux importants. L'augmentation des territoires occupés en Chine obligea de surcroît les Japonais à disperser davantage leurs troupes et à passer à la défensive. 

## Batailles de l'opération
- Bataille de Changsha (1944)
- Bataille de Guilin-Liuzhou